# لوچ لوموند (کالیفرنیا)
لوچ لوموند (به انگلیسی: Loch Lomond) یک منطقهٔ مسکونی در ایالات متحده آمریکا است که در شهرستان لیک، کالیفرنیا واقع شده‌است. لوچ لوموند ۸۵۹ متر بالاتر از سطح دریا واقع شده‌است.